# Hełmiczka wilgociolubna

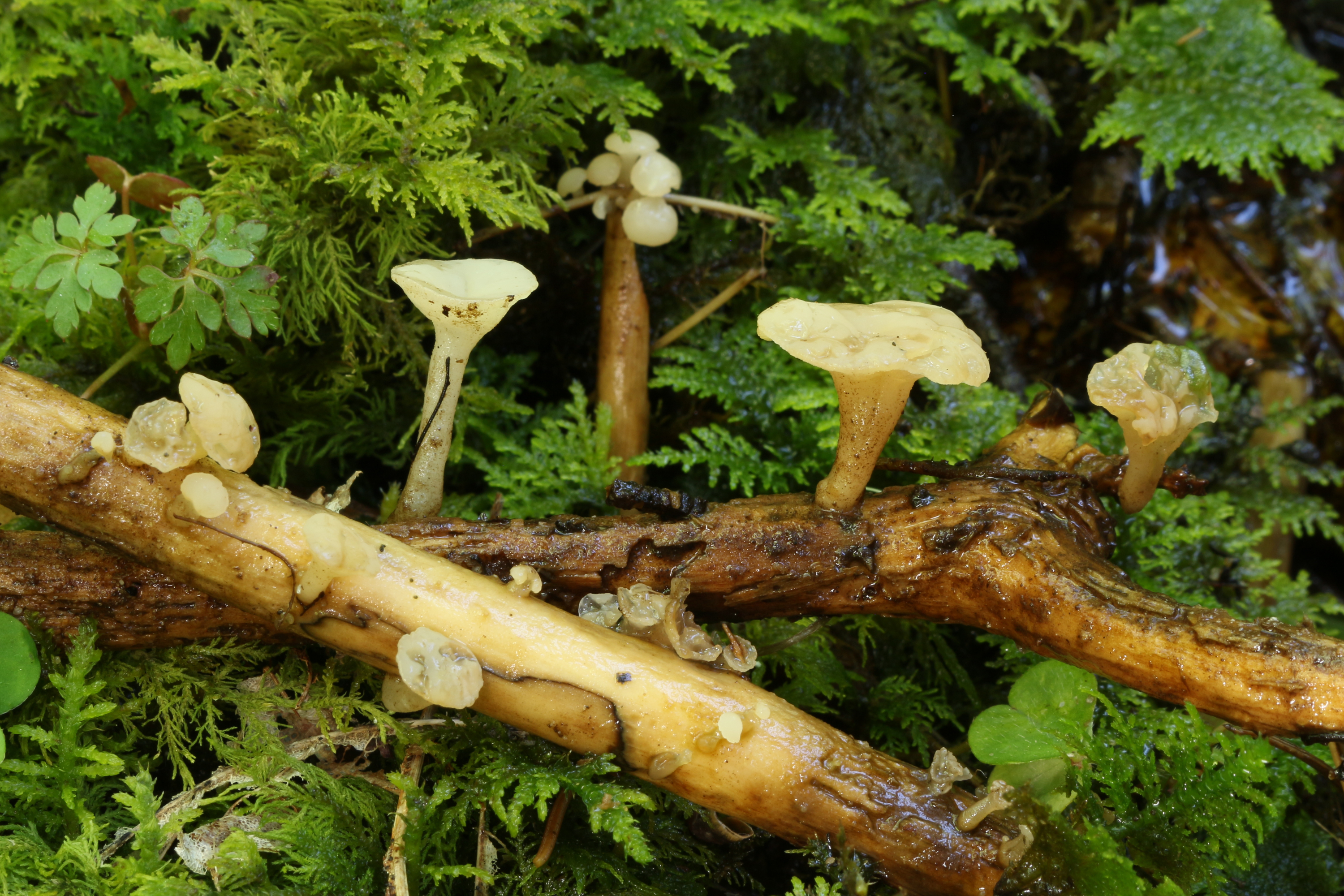

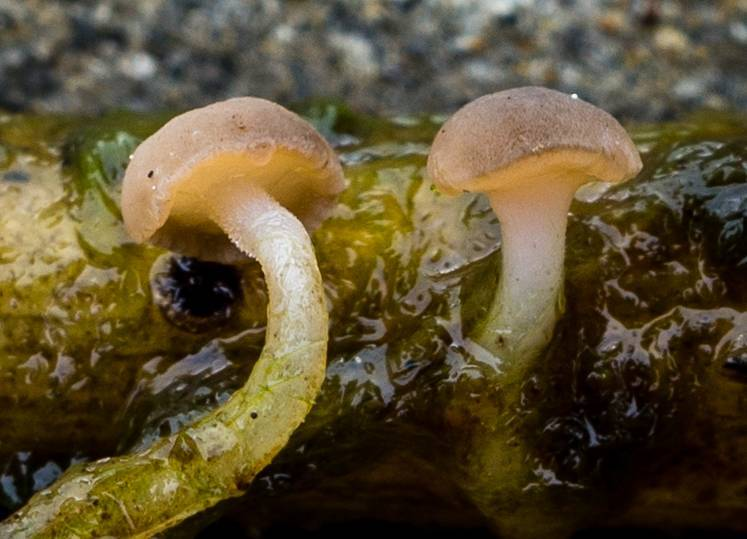

Hełmiczka wilgociolubna (Cudoniella clavus (Alb. & Schwein.) Dennis) – gatunek grzybów należący do klasy patyczniaków (Leotiomycetes).

## Systematyka i nazewnictwo
Pozycja w klasyfikacji według Index Fungorum: Cudoniella, Tricladiaceae, Helotiales, Leotiomycetidae, Leotiomycetes, Pezizomycotina, Ascomycota, Fungi.
Po raz pierwszy opisali go w 1805 r. Johannes Baptista von Albertini i Lewis David von Schweinitz, nadając mu nazwę Peziza clavus. Obecną nazwę nadał mu Richard William George Dennis w 1964 r.
Ma 14 synonimów. Niektóre z nich:
- Cudoniella clavus var. grandis (Boud.) Dennis 1964
- Helotium clavus var. grande (Boud.) Dennis 1956[2].

Polską nazwę zarekomendowała Komisja ds. Polskiego Nazewnictwa Grzybów przy Polskim Towarzystwie Mykologicznym w 2024 r.

## Morfologia
Owocnik
Typu apotecjum (miseczka) na trzonie. Miseczka ma średnicę 3–6 (10) mm, początkowo jest rozwarto-stożkowata lub muszlowata, z wiekiem wypukła do prawie płaskiej. Brzeg bez włosków, początkowo prosty, w stanie dojrzałym podwinięty. Hymenium nagie, wilgotne, kremowe do matowobrązowego, nieco ciemniejsze w środku. Powierzchnia zewnętrzna naga, tej samej barwy co hymenium. Trzon o wysokości 1–2 cm, grubości 1 mm, ku wierzchołkowi poszerzony, wodnistobiały, u podstawy ciemnobrązowy do czarniawego. Jego powierzchnia jest lekko owłosiona (widoczne to jest dopiero pod lupą). Cały owocnik bez wyraźnego zapachu i smaku.
Cechy mikroskopowe
Zarodniki 9,5–17,5 × 3,5–4,5 µm, podłużnie cylindryczne do półwrzecionowatych, gładkie. Wysyp zarodników trudno uzyskać.
Gatunki podobne
Hełmiczka wilgociolubna jest małym grzybem o kieliszkowatym owocniku na trzonie, czasami mylonym z Sclerotinia veratri, który występuje na ciemiężycach (Veratrum). Odróżnia się od niego brakiem sklerocjów u podstawy trzonu. Na szczątkach roślin występują jeszcze inne gatunki grzybów o kieliszkowatych owocnikach na trzonkach, należące do rodzajów Dasycyphus i Hymenoscyphus. Odróżniają się barwą i rozmiarem – często mają średnicę poniżej 2 mm.

## Występowanie i siedlisko
Stanowiska hełmiczki wilgociolubnej podano w Ameryce Północnej i Południowej, w Europie, Azji i Australii. W Polsce M.A. Chmiel w 2006 r. przytoczyła 8 stanowisk. Jest to gatunek pospolity, ale często przeoczany ze względu na niewielkie rozmiary.
Grzyb saprotroficzny występujący na szczątkach roślinnych. Owocniki pojedynczo lub gromadnie wyrastają na gnijących łodygach traw i ziół na podmokłych górskich łąkach. Pojawiają się wiosną, wkrótce po stopieniu się śniegu.